# Union populaire estonienne
Pour les articles homonymes, voir Union populaire.
L’Union populaire estonienne (Eestimaa Rahvaliit, en estonien, ERL) est un parti politique estonien centriste, agrarien et conservateur. Il a été fondé en 1994 et dissous en 2012.

## Historique

### Fondation et premiers résultats
Le Parti populaire paysan estonien (Eesti Maarahva Erakond, EME) est fondé le 29 septembre 1994. Aux élections législatives du 5 mars 1995, il s'associe avec le Parti de la coalition estonien (Koon), du Premier ministre Tiit Vähi. L'alliance remporte 32,2 % des suffrages, soit 41 députés sur 101 à l'Assemblée nationale, et forme alors le gouvernement.

### Des hauts et des bas
Pour les élections du 7 mars 1999, l'EME obtient, seul, 7,3 % des voix et 7 parlementaires. Classé sixième des forces politiques, il est maintenu dans l'opposition. Le 18 octobre suivant, le parti prend le nom d'Union populaire estonienne (ERL) et le 10 juin 2000, il absorbe l'Union paysanne estonienne (EML) et le Parti des retraités et des familles estonien (EPPE). En 2003, l'ERL intègre le Parti de la nouvelle Estonie (EUE).
Lors des législatives, qui se tiennent le 2 mars de cette même année, la formation connaît un réel succès. Avec 13 % des voix, elle s’octroie 13 sièges. Afin de gouverner, le conservateur Juhan Parts, vainqueur du scrutin, décide de former un gouvernement de coalition avec le Parti de la réforme d'Estonie (ERE) et l'ERL, qui reçoit notamment le ministère de l'Intérieur, ainsi que trois autres départements. 
Bien que le parti remporte 8 % des voix aux élections européennes du 13 juin 2004, il n'y obtient aucun élu. Le remplacement de Parts par le libéral Andrus Ansip en avril 2005 ne remet pas en cause la participation de l'Union au gouvernement, mais elle perd le ministère de l'Intérieur.
Environ deux ans plus tard, le 4 mars 2007, l'ERL accuse un échec aux élections législatives, avec 7,1 % des voix et 6 députés. Ansip, qui se maintient au pouvoir, ne la reconduit pas comme partenaire de coalition. Cependant, en mai 2009, le chef du gouvernement obtient le soutien, sans participation, de l'Union, le retrait des sociaux-démocrates l'ayant rendu minoritaire à l'Assemblée.

### Recul et fusion
Après les élections européennes du 7 juin 2009, où l'ERL s'effondre à 2,2 % des voix, les élections législatives du 6 mars 2011 confirment cet état d'échec, avec 2,1 % des suffrages exprimés. Le 24 mars 2012, l'Union populaire estonienne fusionne avec le Mouvement patriotique estonien (ERL) et forme le Parti populaire conservateur d'Estonie (EKRE).

## Résultats électoraux

### Élections législatives
| Année | Députés                                  | Votes                                    | Votes                                    | Rang                                     | Gouvernement                                              |
| ----- | ---------------------------------------- | ---------------------------------------- | ---------------------------------------- | ---------------------------------------- | --------------------------------------------------------- |
| 1995  | Allié su Parti de la coalition d'Estonie | Allié su Parti de la coalition d'Estonie | Allié su Parti de la coalition d'Estonie | Allié su Parti de la coalition d'Estonie | Vähi II (1995), Vähi III (1995-1997), Siimann (1997-1999) |
| 1999  | 7 / 101                                  | 35 204                                   | 7,3 %                                    | 6e                                       | Opposition                                                |
| 2003  | 13 / 101                                 | 64 463                                   | 13,0 %                                   | 4e                                       | Parts (2003-2005), Ansip I (2005-2007)                    |
| 2007  | 6 / 101                                  | 39 211                                   | 7,1 %                                    | 6e                                       | Opposition                                                |
| 2011  | 0 / 101                                  | 12 184                                   | 2,1 %                                    | 6e                                       | Extra-parlementaire                                       |